# Singhiella delamarei
Singhiella delamarei és una espècie d'hemípter del gènere Singhiella, de la família dels Aleiròdids.
Va ser descrita científicament per primera vegada per Cohic el 1968.